# Wilhelm Kroll

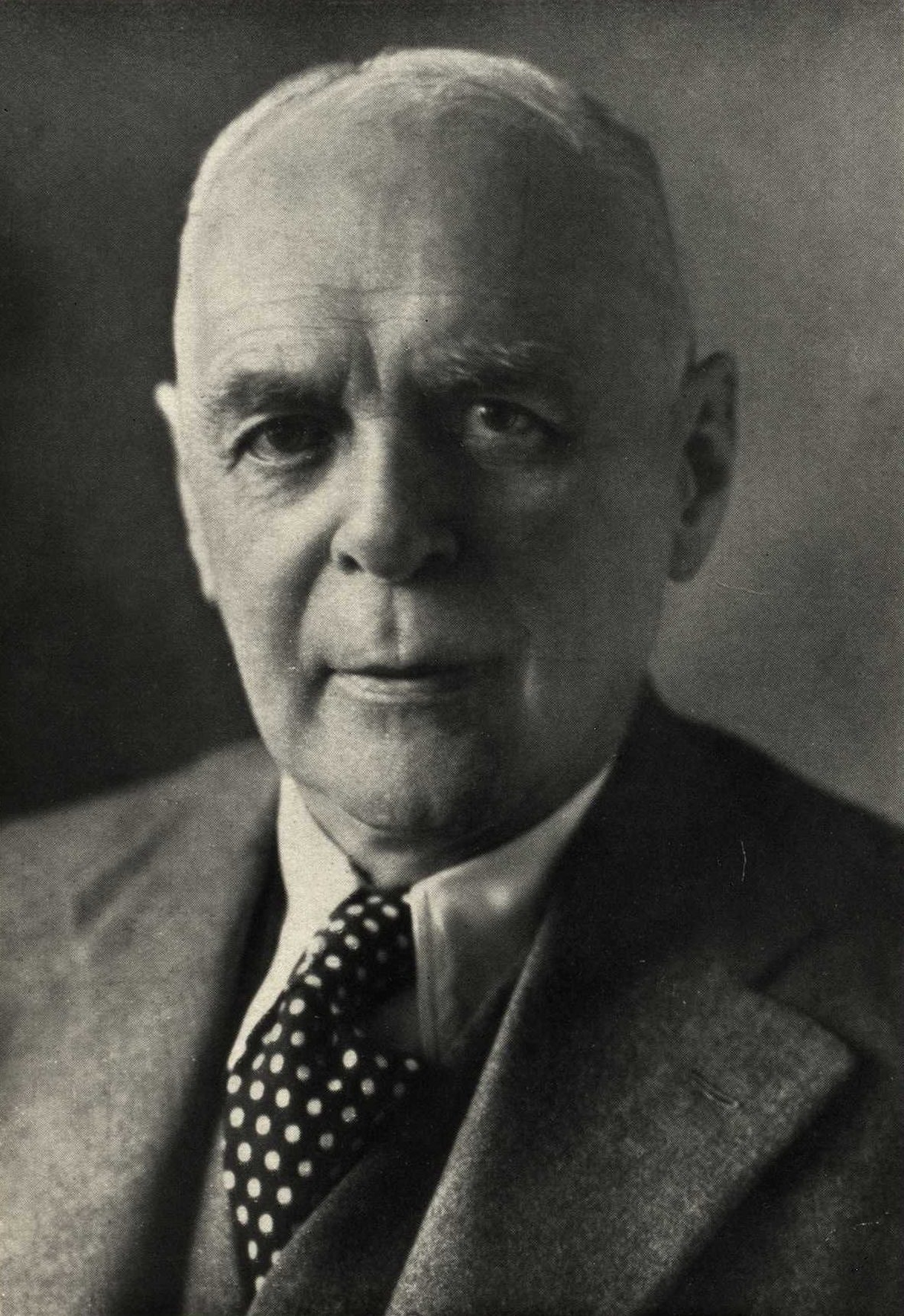
Wilhelm Kroll

Wilhelm Kroll (Frankenstein, 7 oktober 1869 - Berlijn, 21 april 1939) was een Duits classicus, die zich aanvankelijk met laat-Griekse filosofie bezighield, en later vooral met de Romeinse maatschappij en cultuur.

## Leven
Kroll heeft in Breslau, Berlijn (bij Herrmann Diels) en Bonn (bij Franz Bücheler en Herrmann Usener) klassieke filologie gestudeerd. In zijn proefschrift poneerde hij de stelling dat Symmachus' kennis van het Grieks tamelijk beperkt was. Zijn tweede promotie (Habilitationsschrift) uit 1894 was een editie van fragmenten van wat doorging voor de Chaldeïsche orakelen. Hij publiceerde vervolgens een editie van Proclus' commentaar op Plato's Staat. In 1899 volgde hij Eduard Norden op als hoogleraar in Greifswald. Vervolgens was hij van 1906-1913 hoogleraar te Münster, en daarna in Breslau tot aan zijn pensioen in 1935. Hij was eredoctor aan de Universiteit van Oxford en aan die van Cambridge

## Werk
In 1933 kwam Krolls Kultur der ciceronischen Zeit uit, een bondige maar zeer gedetailleerde beschrijving van het sociale leven in de (senatoriale) bovenlaag van de Romeinse maatschappij. Hij behandelt hierin aspecten als het briefverkeer, de politieke ambitie en de na-ijver die daar het resultaat van was, staats- en privéfinanciën, sociale en familiale relaties en hun invloed, de positie van vrouwen, slaven, vrijgelatenen; de omgangsvormen in het algemeen, het wanbeheer en de afpersingen van de romeinen in de door hen veroverde provincies, en de omkopingen bij verkiezingen.
Bekend is verder Krolls uitgave met uitgebreid commentaar van de gedichten van Catullus.
Kroll was van 1914-1936 redacteur van het taalkundige tijdschrift Glotta, van 1889-1913 van de Jahresberichte über die Fortschritte der klassisschen Altertumswissenschaften, van 1915-1935 samen met P. Kretschmer van de Forschungen zur griechischen und lateinischen Grammatik (Band 3 - 11), en vanaf 1910 tot aan zijn dood ook van de beroemde Realencyclopädie der classischen Altertumswissenschaft.